# ドレンテ州

ドレンテ州
Provincie Drenthe

ドレンテ州（ドレンテしゅう、Drenthe [ˈdrɛntə] ( 音声ファイル)）は、オランダ北東部の州。州都はアッセン。北はフローニンゲン州、西はフリースラント州、南はオーファーアイセル州。東南部でドイツのニーダーザクセン州と境界を接する。州都はアッセン、最大の都市はエメン（人口11万人）。

## 州名
標準的なオランダ語発音をカタカナ表記化すると「ドレントゥァ」（t の後の h は無音。末尾の e は、弱母音の「ァ」）。日本語の表記では、末尾 e の弱母音化は考慮せず、「ドレンテ」が慣用となっている。

## 歴史
中石器時代初期から人々が生活していたことが分かっており、1955年には当時の人々が漁撈に用いたとされる、ペッセ・カヌーと呼ばれる丸木舟が発見されている。

## 自治体
ドレンテ州には、12の基礎自治体（ヘメーンテ）が属する。
1. アーエンフンツェ (en:Aa en Hunze)
2. アッセン (Assen)
3. ボルヘル＝オードールン (en:Borger-Odoorn)
4. クーフォルデン (en:Coevorden)
5. エメン (Emmen)
6. ホーヘフェーン (Hoogeveen)
7. メッペル (en:Meppel)
8. ミデン＝ドレンテ (en:Midden-Drenthe)
9. ノールデンフェルト (en:Noordenveld)
10. ティナールロ (en:Tynaarlo)
11. ヴェステルフェルト (en:Westerveld)
12. デ・ヴォルデン (en:De Wolden)

## スポーツ

### サッカー
ドレンテ州に本拠地を置くプロサッカークラブ。1部リーグ（エールディヴィジ）と2部リーグ（エールステ・ディヴィジ）の双方を含む。
- FCエメン（旧称、BVOエメン） - エメン

## 参照項目
- ウェスターボーク合成電波望遠鏡
- ヴェステルボルク通過収容所
- 州歌